# Glock 41

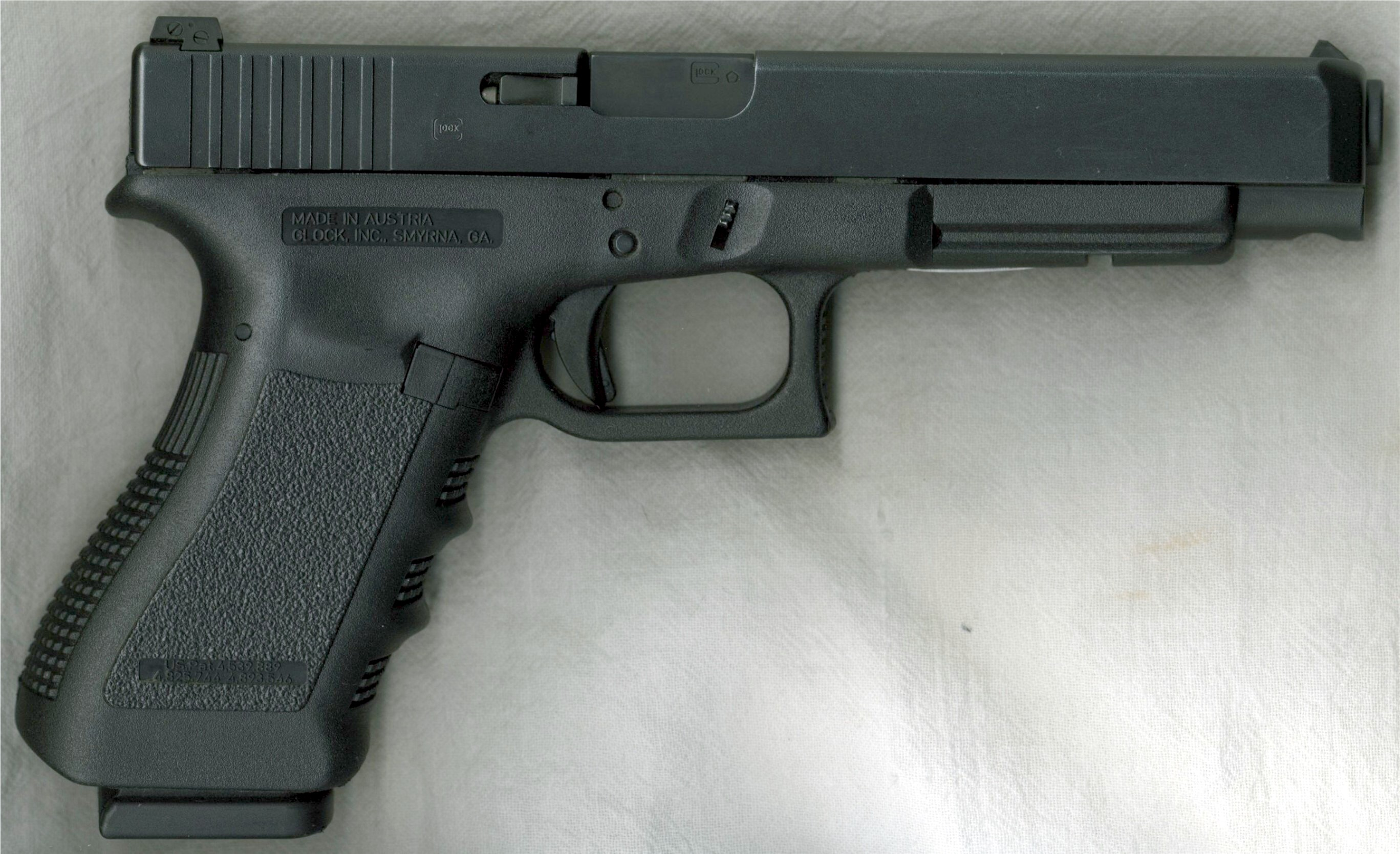
Le Glock 41 est d'aspect identique au Glock 35 (ci-dessus) mais tire des balles de .45 Auto au lieu de .40 S&W.

Le Glock 41 est la version en .45  ACP du Glock 34 produit depuis 2014.

## Identification
L'arme est de couleur noire mate. Le G41 possède des rayures de maintien  placées à l'avant et à l'arrière de la crosse,  un pontet rectangulaire se terminant en pointe sur sa partie basse et à l'avant, hausse réglable et guidon fixe. On trouve le marquage du modèle à l'avant gauche du canon. Les rainures sur la crosse ainsi que les différents rails en dessous du canon pour y positionner une lampe n'apparaissent que depuis la deuxième génération.

## Technique
- Fonctionnement : Safe Action
- Munition :	.45 Auto
- Longueur totale : 222 mm
- Longueur du canon : 135 mm
- Capacité du chargeur : 13/10 (Canada) cartouches . .
- Masse de l'arme  vide : 	775 g

## Diffusion
De par son calibre, le Glock 41 s’adresse aux compétiteurs pratiquant le Tir sportif de vitesse et aux membres des SWAT Teams nord-américaines.